# Ipfirewall
ipfw (skrót od ipfirewall) – zapora sieciowa dla systemu FreeBSD pełniąca rolę filtra pakietów i narzędzia do sterowania ruchem sieciowym stworzona przez BSDI. Reguły opisujące działanie zapory sieciowej tworzy się podobnie jak w iptables.
IPFW jest firewallem wbudowanym w system OS X.